# Lorenzo Fluxá
Lorenzo Fluxá, né le 23 novembre 2004 à Palma de Majorque, est un pilote automobile espagnol. Il est le petit-neveu du milliardaire Miguel Fluxà Rosselló, propriétaire du Groupe Iberostar.

## Biographie

### Débuts en monoplace
En 2020, Fluxá fait ses débuts en monoplace dans le championnat des Émirats arabes unis de Formule 4 avec Xcel Motorsport. Il remporte deux courses et termine onze fois sur le podium tout au long de la saison, n'étant battu que par son coéquipier Francesco Pizzi, qui remporte le titre avec 300 points contre 274 pour Fluxá.
Cette même année, Fluxá participe également au Championnat d'Espagne de Formule 4 avec Global Racing Service. L'Espagnol termine à la sixième place du championnat, aidant son équipe à terminer quatrième du championnat des équipes avec 99 points contre un total de 26 marqués par ses trois coéquipiers.

### Formule Régionale Europe
En 2021, Lorenzo Fluxá participe au Championnat d'Asie de Formule 3 avec BlackArts Racing. Il inscrit 25 points et se classe quatorzième du classement, trois positions devant son coéquipier Rafael Villagómez, et cinq derrière son autre coéquipier Cem Bölükbaşı.  En février 2021, il est annoncé que Fluxá ferait ses débuts dans le Championnat d'Europe de Formule Régionale avec Van Amersfoort Racing, aux côtés de Francesco Pizzi et Mari Boya. Il obtient une douzième place comme meilleur résultat lors d'une manche pluvieuse disputée à Spa-Francorchamps, A l'issue de sa première saison dans la discipline, il termine vingt-cinquième du championnat sans aucun point marqué.
Malgré cette première saison décevante, Fluxá reste dans le championnat et signe avec R-ace GP pour disputer la saison 2022. Il décroche son premier podium dans la série lors de la course d'ouverture de la saison à Monza. Il peine ensuite à se montrer régulier durant la saison, ne réalisant que deux cinquième places pour 2e meilleur résultat à Spa-Francorchamps et au Mugello. Il se classe douzième du championnat avec 49 points.
En 2023, il se réengage dans la même compétition et signe cette fois avec Prema Powerteam, ses coéquipiers étant Andrea Kimi Antonelli et Rafael Câmara.

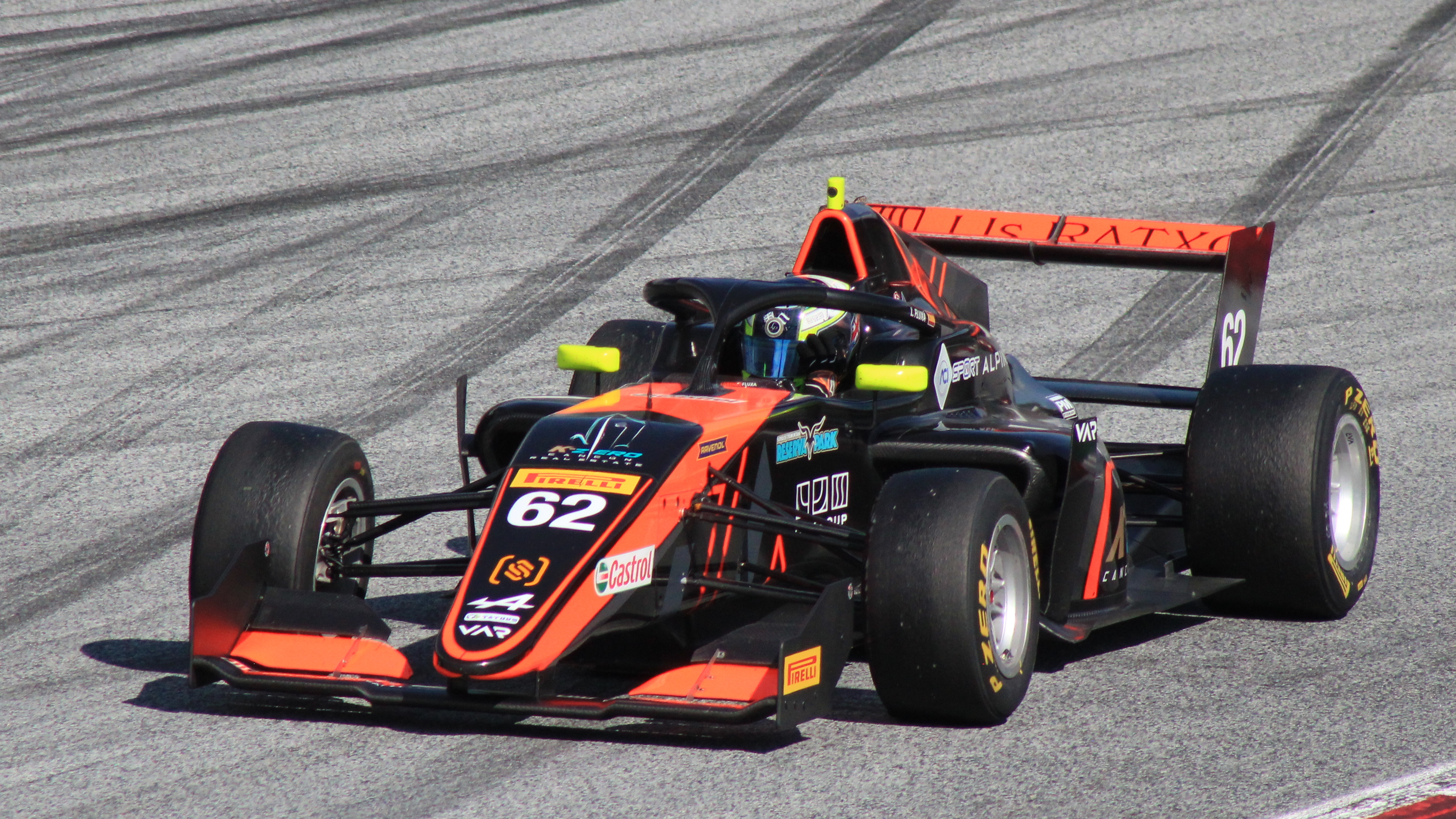
Lorenzo Fluxá en Formule Régionale en 2021 à Spielberg.
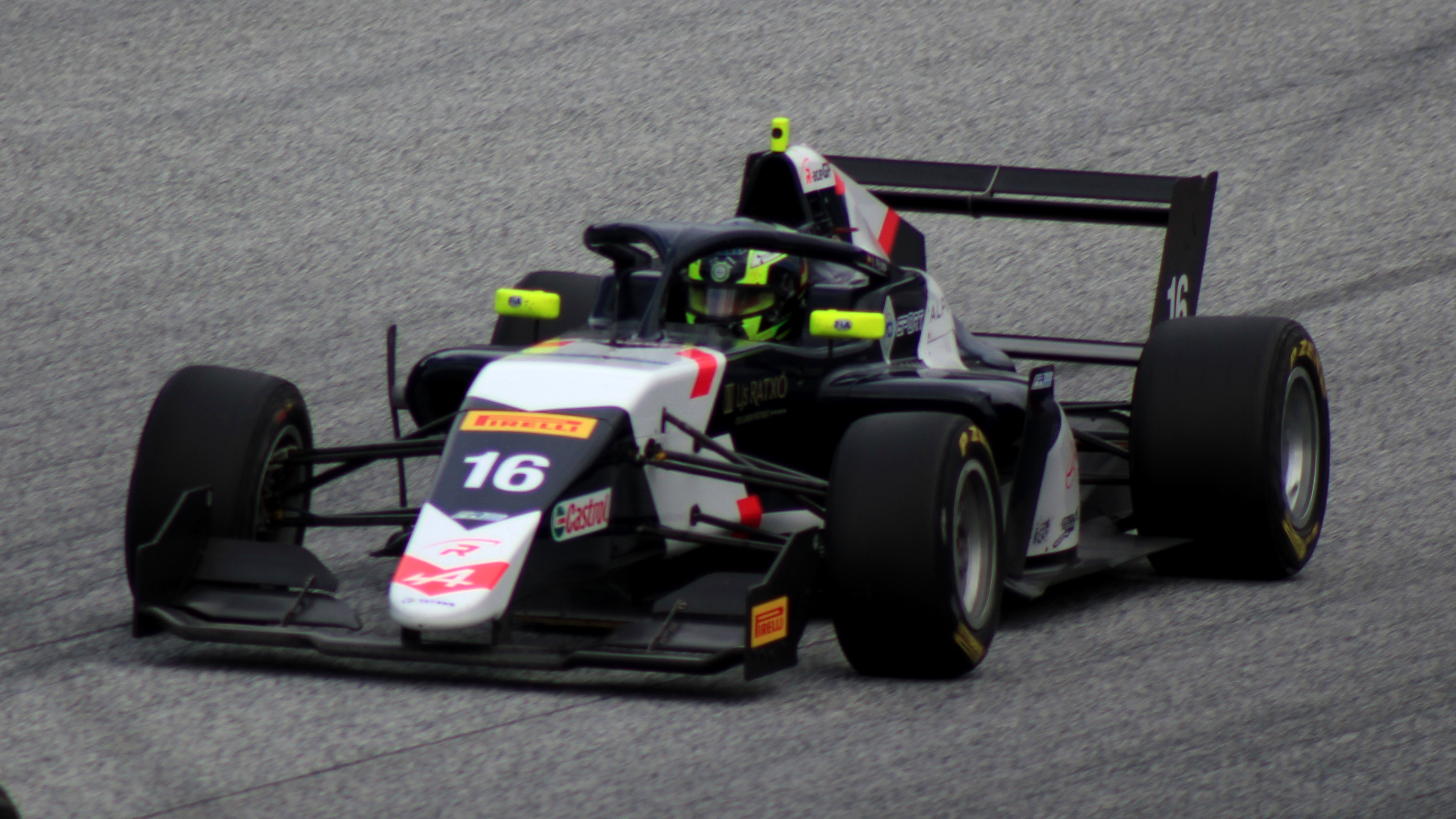
Lorenzo Fluxá en Formule Régionale en 2022 à Spielberg.
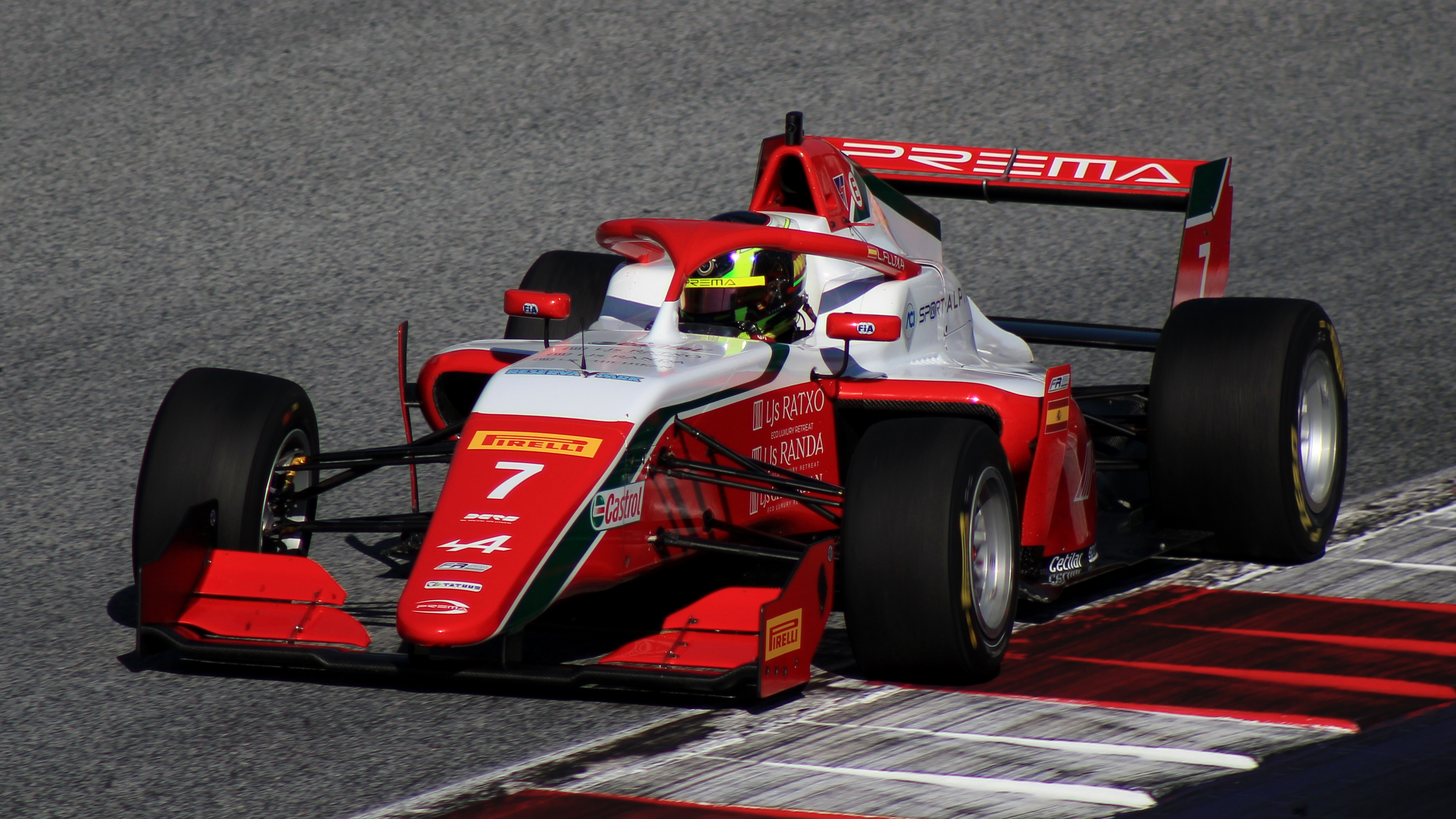
Lorenzo Fluxá en Formule Régionale en 2023 à Spielberg.

## Résultats en monoplace
| Saison | Championnat                                      | Écurie                | Courses | Victoires | Pole positions | Meilleurs tours | Podiums | Points | Classement |
| ------ | ------------------------------------------------ | --------------------- | ------- | --------- | -------------- | --------------- | ------- | ------ | ---------- |
| 2020   | Championnat des Émirats arabes unis de Formule 4 | Xcel Motorsport       | 19      | 2         | 0              | 3               | 11      | 274    | 2e         |
| 2020   | Championnat d'Espagne de Formule 4               | Global Racing Service | 21      | 0         | 0              | 0               | 1       | 101    | 6e         |
| 2020   | Championnat d'Italie de Formule 4                | AKM Motorsport        | 3       | 0         | 0              | 0               | 0       | 0      | 31e        |
| 2021   | Championnat d'Asie de Formule 3                  | BlackArts Racing Team | 15      | 0         | 0              | 0               | 0       | 25     | 14e        |
| 2021   | Formule Régionale Europe                         | Van Amersfoort Racing | 19      | 0         | 0              | 0               | 0       | 0      | 25e        |
| 2022   | Formule Régionale Asie                           | 3Y R-ace GP           | 15      | 0         | 0              | 0               | 1       | 64     | 10e        |
| 2022   | Formule Régionale Europe                         | R-ace GP              | 19      | 0         | 0              | 0               | 1       | 49     | 12e        |
| 2023   | Formule Régionale Moyen-Orient                   | Mumbai Falcons        | 15      | 0         | 0              | 0               | 3       | 122    | 4e         |
| 2023   | Formule Régionale Europe                         | Prema Powerteam       | 20      | 0         | 0              | 0               | 1       | 88     | 7e         |
| 2024   | Euroformula Open                                 | Team Motopark         | 3       | 1         | 0              | 1               | 3       | 59     | 9e         |